# Wapen van Maastricht
Het wapen van Maastricht wordt reeds sinds de middeleeuwen gebruikt als teken voor de Nederlands Limburgse stad Maastricht. Sindsdien zijn aan het wapenschild met de vijfpuntige ster alleen de schildhouder (een engel) toegevoegd, hoewel die ook al sinds 1535 gebruikt wordt. De kroon op het wapen werd toegevoegd bij de officiële bevestiging van het wapen door de Hoge Raad van Adel op 15 september 1819.

## Blazoenering
De blazoenering van het wapen van Maastricht luidt als volgt:
Een rood schild, beladen met eene vijfpuntige ster van zilver; het schild van achteren vastgehouden door een engel en gedekt door eene kroon van goud.
Het wapen zelf is vrij eenvoudig: een rood schild met daarop een witte (zilveren) vijfpuntige ster. Achter het schild staat een engel van natuurlijke kleur (huidskleur), zij fungeert als schildhouder. Hierbij wordt in het blazoen niet vermeld dat de vleugels van de engel van zilver zijn, zij in het blauw gekleed gaat en dat de gordel goudkleurig is. De engel houdt het schild vast aan een gouden koord of touw. Evenmin wordt vermeld dat de kroon vijf bladeren heeft. Op het wapendiploma staat een markiezenkroon afgebeeld die op de registertekening ontbreekt.

## Geschiedenis
De oorsprong van de vijfpuntige ster als stadswapen van Maastricht is onbekend. In de inventaris van de Brabantse charterbewaarder Adriaan vander Ee uit 1438 wordt een zilveren zespuntige ster op een rode achtergrond beschreven, maar op een enkele 16e-eeuwse afbeelding na, zijn daar geen andere voorbeelden van bekend. Dat de Maastrichter stadsster verband zou houden met de Sterre der Zee of de Maria-ten-Oeverenkapel, valt niet te bewijzen.
Vanouds werd de tweeherige stad Maastricht bestuurd door twee heren: de prins-bisschop van Luik en de hertog van Brabant. Het stadsbestuur bestond uit twee burgemeesters, tweemaal zeven schepenen en tweemaal vier gezworenen, telkens evenveel van Luikse als van Brabantse zijde. De gezamenlijke raad, de zogenaamde Indiviese (= ongedeelde) Raad, beheerde ook de stadszegels. Het stadszegel wordt voor het eerst vermeld in 1227 en bestond toen waarschijnlijk uit twee zegels: een zegel met een afbeelding van Sint-Lambertus voor de Luikse burgers, en eentje met Sint-Servaas voor de Brabantse burgers.
In 1253 en 1263 waren er twee schepenen die namens de stad zegelden met een vijfpuntige ster. De eerste vermelding van het gebruik van een eigen waarmerk voor de maten en gewichten van de stad stamt uit 1283. Dit waarmerk had eveneens de vorm van een vijfpuntige ster. Het gekeurde Maastrichtse laken werd in de late middeleeuwen voorzien van een lakenlood met daarop ofwel de wapens van de beide heren van de stad, ofwel de Maastrichtse stadsster ("met der stad sterren ende die maecht van Tricht daarbij"). Een bepaald soort smal laken werd om die reden "maagdeken van Tricht" genoemd. Bekend is ook het stadsteken of stadskeur in de vorm van een vijfpuntige ster op het Maastrichts zilver, waarvan echter geen oudere voorbeelden dan uit de 17e eeuw bestaan, hoewel de verplichting om dit stadsteken samen met het meesterteken te gebruiken al in 1438 werd vastgelegd.
In 1413 was er sprake van een zegel dat verplicht door de Indiviese Raad gebruikt moest worden (zie afbeelding hiernaast). Dit zegel was complex, maar bevatte wel de vijfpuntige ster. Het toonde verder twee naast elkaar geplaatste gotische nissen met aan de rechterkant Sint-Lambertus en aan de linkerkant Sint-Servaas, beiden gekleed in bisschoppelijke gewaden. Naast Lambertus stond een perroen, het teken van het Prinsbisdom Luik; naast Servaas een schild met daarop de wapens van de hertogdommen Brabant en Limburg. De nissen waren met elkaar verbonden door een rand van aaneengesloten cirkels, waarop een schildje was geplaatst met het wapen van Maastricht, de vijfpuntige ster. De oudste afbeelding van dit zegel dateert van 1423. Het werd gebruikt tot 1555.

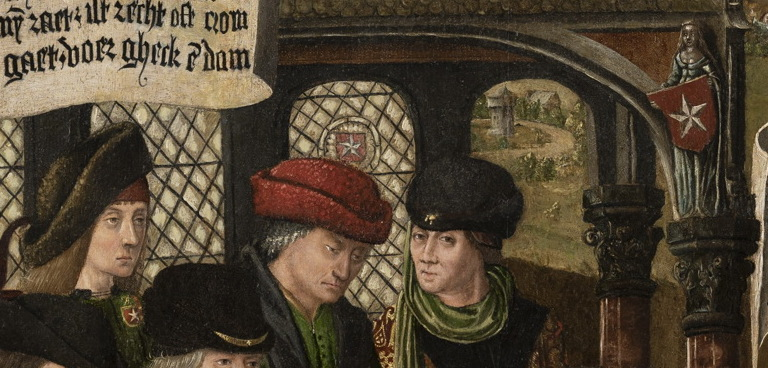
Driemaal het stadswapen op het Gerechtigheidspaneel (ca. 1475)

De oudste secundaire afbeeldingen van het wapen van Maastricht zijn te vinden op een paneelschildering van Jan van Brussel uit circa 1475, het zogenaamde Gerechtigheidspaneel (ofwel De tweevoudige gerechtigheid). Het schilderij bevat drie afbeeldingen van het wapen zoals we dat kennen: een vijfpuntige witte ster op een rood veld. Het eerste bevindt zich op de kleding van een persoon die waarschijnlijk de stadsbode voorstelt. Het tweede stadswapen is afgebeeld op een glas-in-loodraam in de rechtszaal. Het derde wordt vastgehouden door een vrouwenfiguur, die als beeld bovenop een zuil is geplaatst. De zuil fungeert als scheidslijn tussen de wereldlijke en hemelse rechtspraak. De vrouw stelt waarschijnlijk de stedenmaagd voor. Ze heeft in elk geval geen aureool of vleugels, dus is ze geen heilige of engel. Op de paneellijst zijn nog een zestal vijfpuntige sterren in goud geschilderd, maar deze zijn waarschijnlijk later toegevoegd. Het Gerechtigheidspaneel hing waarschijnlijk vanaf 1477 in het Dinghuis. Vanaf 1664 hing het ruim drieënhalve eeuw in het stadhuis van Maastricht. In 2018 is het door de Gemeente Maastricht in bruikleen afgestaan aan het Bonnefantenmuseum.
Vanaf 1535 tot in de 18e eeuw verschenen varianten van het huidige wapen op de zegels, soms met een zittende engel, soms met een staande. In 1535 was op het kleinzegel van de stad een zittende engel afgebeeld met gespreide vleugels en schuin voor zich een schild met daarop de vijfpuntige ster. Ook de stedenmaagd (zonder vleugels) wordt in de 16e eeuw nog veelvuldig afgebeeld, onder andere op gevelstenen. Tot de Franse Tijd waren alle huizen in eigendom van de stad Maastricht gemarkeerd met het stadswapen.
Vanaf de 17e eeuw lijkt de stadsengel de stedenmaagd definitief te hebben vervangen als wapendrager. Op een fronton van het Stadhuis van Maastricht (ca. 1660) houdt een gevleugelde engel het wapenschild met de stadsster vast. In de Sint-Matthiaskerk aan de Boschstraat bevindt zich een gebeeldhouwde console uit circa 1490, waarop een engel is afgebeeld die een schild met een gouden ster vasthoudt. De vleugels zouden echter begin 19e eeuw zijn toegevoegd om de stedenmaagd op een engel te doen lijken.
In de 20e en 21e eeuw groeide de wapendragende engel uit tot een folkloristisch personage, dat bij allerlei festiviteiten zijn opwachting maakte, meestal in de persoon van 'stadsengel' Math Hardy; vanaf 2000 tevens in de vorm van een nieuwe stadsreus. In 2009 ontstond bij een deel van de Maastrichtse bevolking commotie nadat het stadsbestuur koos voor een gemoderniseerd beeldmerk, waarbij de engel werd vervangen door een neutraler en abstract vormgegeven wapendrager. In 2018 verrees bij de entree van het vernieuwde Koningsplein-Oranjeplein een bronzen beeld van de Engel van Maastricht, geplaatst op een hoge zuil, echter zonder wapenschild.

## Afgeleide wapens

Wapen van de Basiliek van Onze-Lieve-Vrouw-Tenhemelopneming
wapen van Maasmechelen

## Trivia
- De vijfpuntige Maastrichtse stadsster wordt al vele jaren als stervormige chocolaadjes verkocht onder de naam Mestreechter Steerkes.[13]
- De in 1883 opgerichte Koninklijke Zangvereniging Mastreechter Staar is genoemd naar de ster in het stadswapen van Maastricht.
- Het Ingele-comité riep in 2000 een 6 m hoge stadsreus in het leven, die de stadsengel van Maastricht voorstelt. Hun taak werd later overgenomen door de Ingelbewaorders.[14]
- Het Ingelegilde werd in 2005 opgericht als een sociaal-culturele stichting, die haar naam eveneens verbond aan de stadsengel.